# Talitrida
Infra-ordre
Les Talitrida sont un infra-ordre de crustacés amphipodes.

## Liste des sous-taxons
Selon World Register of Marine Species (13 avril 2016) :
- parv-ordre Talitridira
  - super-famille Biancolinoidea Barnard, 1972
    - famille Biancolinidae J.L. Barnard, 1972

  - super-famille Caspicoloidea Birstein, 1945
    - famille Caspicolidae Birstein, 1945

  - super-famille Kurioidea Barnard, 1964
    - famille Kuriidae J.L. Barnard, 1964
    - famille Tulearidae Ledoyer, 1979

  - super-famille Talitroidea Rafinesque, 1815
    - famille Ceinidae J.L. Barnard, 1972
    - famille Chiltoniidae J.L. Barnard, 1972
    - famille Dogielinotidae Gurjanova, 1953
    - famille Eophliantidae Sheard, 1936
    - famille Hyalellidae Bulycheva, 1957
    - famille Hyalidae Bulycheva, 1957
    - famille Najnidae J.L. Barnard, 1972
    - famille Phliantidae Stebbing, 1899
    - famille Plioplateidae J.L. Barnard, 1978
    - famille Talitridae Rafinesque, 1815
    - famille Temnophliantidae Griffiths, 1975

## Galerie

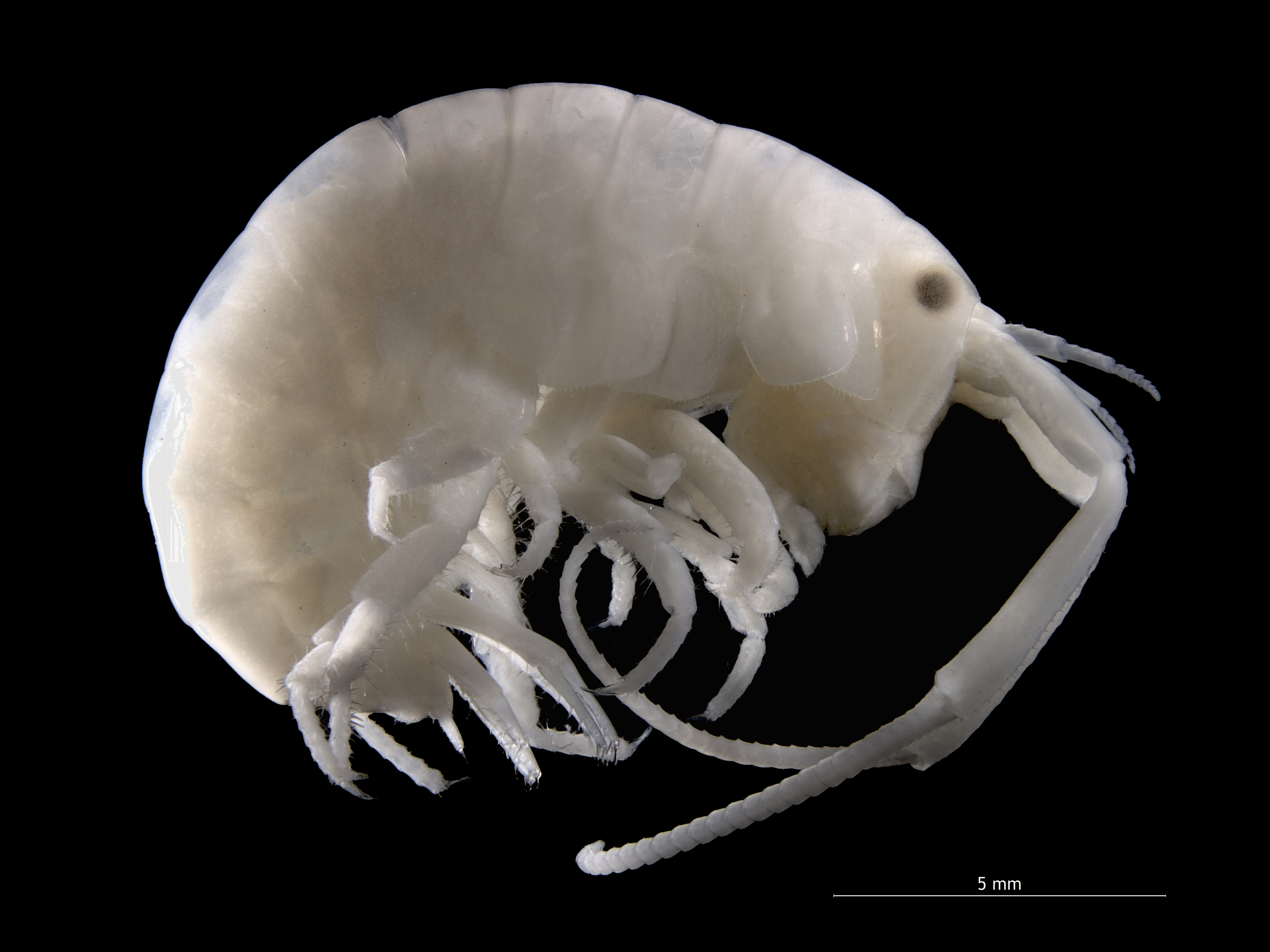
Talitrus saltator (Talitridae).
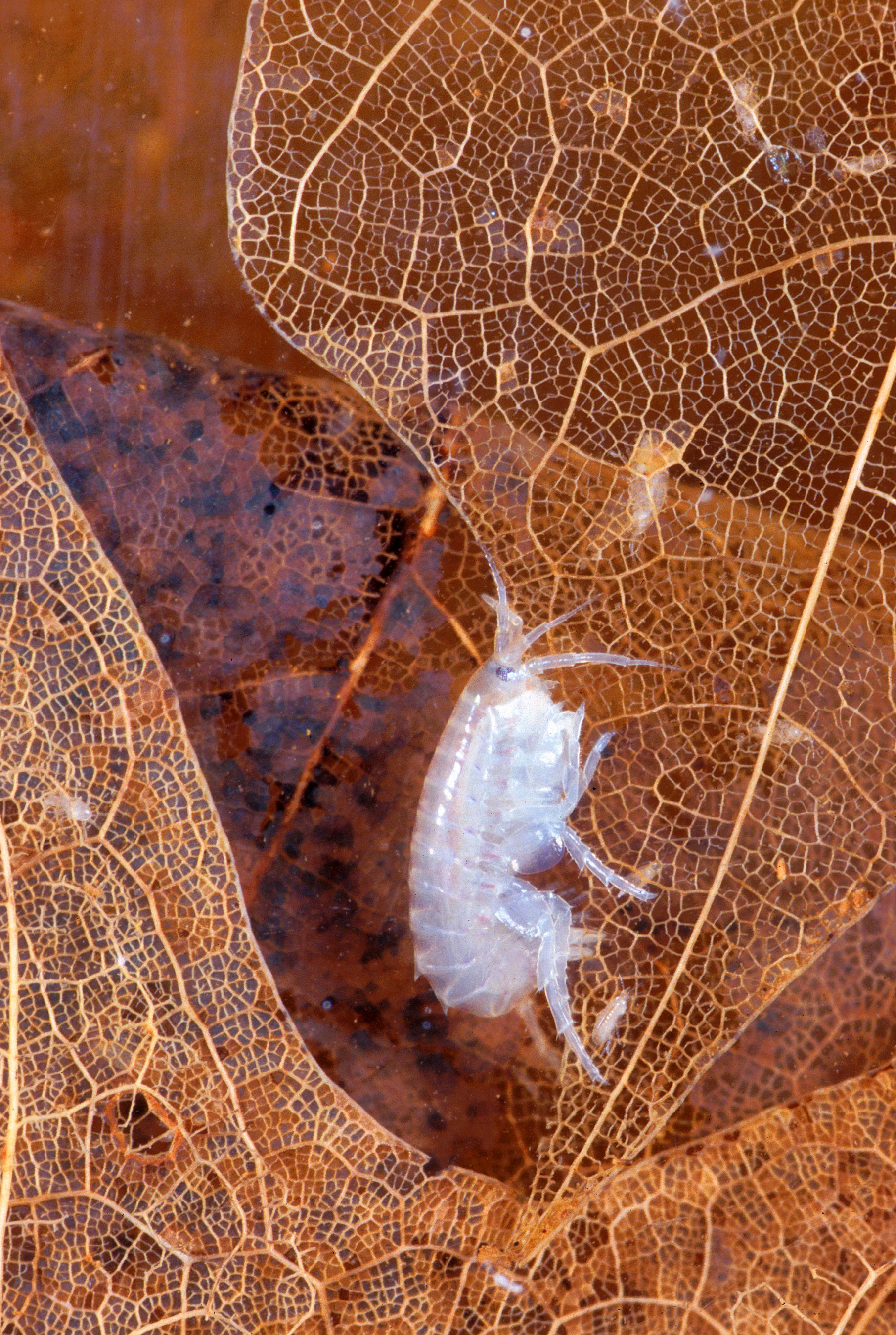
Hyalella azteca (Hyalellidae).